# Hannah Kasulka
Hannah Elizabeth Kasulka (Macon, 11 maggio 1988) è un'attrice statunitense.
Ha debuttato nel piccolo schermo nel 2007 nella serie televisiva October Road; ha successivamente recitato in altre serie televisive come True Blood, CSI - Scena del crimine e in un episodio del 2015 della serie televisiva Le regole del delitto perfetto. È conosciuta soprattutto per aver interpretato Casey Rance nella serie della Fox The Exorcist, trasmessa in Italia su FX.

## Filmografia

### Cinema
- Che cosa aspettarsi quando si aspetta, regia di Kirk Jones (2012)
- Plus One (+1), regia di Dennis Iliadis (2013)
- Prank, regia di Yiuwing Lam (2013)
- The Cheerleader Murders, regia di David Jackson (2016)

### Televisione
- October Road - serie TV, 1 episodio (2007)
- One Tree Hill - serie TV, 1 episodio (2009)
- Il mio finto fidanzato (My Fake Fiancé), regia di Gil Junger - film TV (2009)
- Game Time: Tackling the Past, regia di Douglas Barr - film TV (2011)
- Nashville - serie TV, 1 episodio (2012)
- Up All Night - serie TV, 1 episodio (2012)
- Guys with Kids - serie TV, 1 episodio (2013)
- True Blood: Jessica Blog - serie TV, 1 episodio (2013)
- True Blood - serie TV, 2 episodi (2013)
- Filth Sexy Teen$, regia di Alex Fernie - film TV (2013)
- CSI - Scena del crimine (CSI) - serie TV, 1 episodio (2014)
- Perception - serie TV, 1 episodio (2015)
- The Fosters - serie TV, 7 episodi (2014-2015)
- Comedy Bang! Bang! - serie TV, 2 episodi (2014-2015)
- Le regole del delitto perfetto - serie TV, 1 episodio (2015)
- Filthy Preppy Teen$ - serie TV, 8 episodi (2015)
- Donald Trump's The Art of the Deal: The Movie, regia di Jeremy Konner - film TV (2016)
- The Exorcist - serie TV, 11 episodi (2016-2017)
- The Rookie - serie TV, 2 episodi (2019)
- All Rise - serie TV, 2 episodi (2023)

### Cortometraggi
- Fried Tofu, regia di Kim Moffat (2010)
- Drunk Buddies, regia di Adam Aseraf (2013)
- The Green Room, regia di Justin Carlton (2014)
- Clara, regia di Jordan Kim (2016)

## Doppiatrici italiane
Nelle versioni in italiano delle opere in cui ha recitato, Hannah Kasulka è stata doppiata da:
- Chiara Gioncardi in Perception
- Jessica Bologna in The Exorcist
- Valentina Favazza in All Rise